# Xyris contracta
Xyris contracta là một loài thực vật hạt kín trong họ Hoàng đầu. Loài này được Maguire & L.B.Sm. miêu tả khoa học đầu tiên năm 1964.